# Sub pielea mea
«Sub pielea mea» (также известная как «Eroina») — песня молдавской группы Carla’s Dreams. Вышла отдельным синглом в 2016 году. Потом вошла в выпущенный группой в том же 2016 году альбом, озаглавленный Ngoc.
Песня достигла 1 места в Румынии (в чарте, компилируемом компанией Media Forest на основе числа проигрываний песни на радио и телевидении) и в России (в чарте, компилируемом компанией TopHit на основе числа проигрываний песни на радио).
Более того, она стала самым продаваемым в российском сегменте iTunes и Apple Music треком по итогам всего 2016 года. На сервисах же «Яндекса» — «Яндекс. Музыка» и «Яндекс. Радио» (как в приложениях, так и на интернет-сайтах) «Sub pielea mea» оказалась пятым по популярности треком в 2016 году в российском сегменте.
Песня была номинирована на Музыкальную премию Radio Romania 2017 в категории «Песня года».

## Текст и композиция
Слово «eroina», звучащее в песне, по-румынски означает «героиня».
По мнению информационного портала Life.ru, отнесшего эту песню к «самым надоедливым песням 2016 года», «напев „Оп-оп-эроина“ будет сидеть в подкорке ещё годами у каждого человека, который пережил это лето[-2016]».
Настя Курганская с новостного сайта The Village пишет:
По старой доброй отечественной традиции «Sub Pielea Mea», благодаря которой 2016 год будет в массовой памяти ассоциироваться со строчкой «Оп, эроина», попала на радио окольными путями в низкопробном танцевальном ремиксе. Чтобы понять, какую песню мы потеряли, можно послушать оригинальную версию, а лучше взглянуть на живое выступление Carla’s Dreams у Урганта. И тут же выясняется, что «Sub Pielea Mea» — это не грязные танцы у прибрежной шавермы в духе Дана Балана, за которые всегда было принято ругать романский поп. Оригинальная версия — неторопливая драматическая баллада, ловко балансирующая между рокапопсом, румынским колоритом и передовым звуком: плачут гитары, бит послушно отчеканивает трещоткой, а вокалист трагически хрипит, что твой Вакарчук, и рефрен здесь приобретает совсем уж страдальческие нотки. Кстати, «эроина» — это героиня, а не то, что все подумали.

## Видеоклип
Режиссёр видеоклипа в этой песне — Роман Бурлака.
Оригинальная (медленная) версия видео была представлена 20 января 2016 года. Съемками занималась компания GLOBAL RECORDS & BR Films. В начале видео показано, как мужчина(Cristian Perepeliuc) и женщина, выглядящие, как «ботаники» (однако, как оказывается позже, весьма страстные), заходят в лифт, где уже находится солист группы Carla's Dreams . Далее мужчина и женщина выходят из лифта и, по всей видимости, заходят в номер отеля или съемную квартиру, где между ними происходит интим. В это время вокалист находится в лифте, время от времени танцуя в ритме песни. В конце мужчина и женщина (вероятно в состоянии удовольствия) снова заходят в лифт с вокалистом и видео обрывается.
В мае того же года вышло видео и к ремикс-версии.
Клип вдохновлён сценами из фильма «Пятьдесят оттенков серого».
Видеоклип был выложен на YouTube 20 января 2016 года и немедленно стал популярен. За первые сутки его посмотрели 60 тысяч раз. Сайт румынской радиостанции Europa FM тогда писал, что такое внимание зрителей привлёк эротизм этого клипа.
К концу 2016 года клип посмотрели более 56 миллионов раз.

## Чарты
| Чарт (2016–17)                  | Лучшая позиция |
| ------------------------------- | -------------- |
| СНГ (Tophit)                    | 1              |
| Франция (SNEP)                  | 60             |
| Польша (ZPAV AirPlay Top 100)   | 13             |
| Romania (Airplay 100)           | 1              |
| Румыния (Romania Radio Airplay) | 1              |
| Россия (Tophit)                 | 1              |
| Украина (Tophit)                | 7              |

| Чарт (2016)      | Позиция |
| ---------------- | ------- |
| CIS (Tophit)     | 2       |
| Russia (Tophit)  | 2       |
| Ukraine (Tophit) | 34      |
| Чарт (2017)      | Позиция |
| Poland (ZPAV)    | 96      |